# Ỻ
Ỻ (minuskule ỻ) je písmeno latinky, nazývá se dvojité L. Používalo se ve střední velštině, což je varianta velštiny, které se používala ve středověku. Písmeno Ỻ značilo neznělou alveolární laterální frikativau (IPA:ɬ). V moderní velštině se místo Ỻ píše ll. Písmeno Ỻ také použil v roce 1913 John Morris Jones v knize A Welsh Grammar , Historical and Comparative.
V Unicode mají písmena Ỻ a ỻ tyto kódy:
- Ỻ U+1EFA
- ỻ U+1EFB